# شهرستان آبو، یاماگوچی

شهرستان آبو، یاماگوچی (به ژاپنی: 阿武郡 Abu-gun) یکی از شهرستان‌های ژاپن است که در استان یاماگوچی در ژاپن واقع شده است.